# Harri Eloranta
Harri Henrik Eloranta (Köyliö, 4 de diciembre de 1963) es un deportista finlandés que compitió en biatlón.
Participó en los Juegos Olímpicos de Albertville 1992, obteniendo una medalla de bronce en la prueba de velocidad.

## Palmarés internacional
| Juegos Olímpicos | Juegos Olímpicos      | Juegos Olímpicos  | Juegos Olímpicos |
| Año              | Lugar                 | Medalla           | Prueba           |
| ---------------- | --------------------- | ----------------- | ---------------- |
| 1992             | Albertville (Francia) | Medalla de bronce | Velocidad        |